# Albatros D.I
Die Albatros D.I (Werksbezeichnung L15) war ein deutsches Jagdflugzeug aus dem Ersten Weltkrieg und der erste einsatzfähige Kampfeinsitzer mit Doppel-MG.

## Entwicklung
Im Frühjahr 1916 eroberten neue Jagdflugzeuge der Alliierten, vor allem die französische Nieuport 11 und die britische Airco D.H.2, die Luftherrschaft über der Westfront gegen die veralteten Fokker-Eindecker zurück. Angesichts der kritischen Lagen vor Verdun und später auch an der Somme wogen die steigenden Verluste eigener Flugzeuge und wertvoller Besatzungen besonders schwer, damit einher ging die wachsende Bedrohung der Soldaten in den Schützengräben durch gegnerische Fliegerangriffe und Artilleriebeobachtung. Dringend wurde ein neues Jagdflugzeug gesucht, um die Situation zu stabilisieren.
Erstmals setzte sich auch die Firma Albatros mit der Entwicklung eines Jagdflugzeugs auseinander. Im April 1916 entwarfen der Technische Direktor der Albatros Flugzeugwerke Robert Thelen und seine Assistenten Schubert und Gnädig aus dem zweisitzigen Albatros C-Baumuster den Jagdeinsitzer D.I (Bezeichnung D war die vorgegebene Bezeichnung für ein einsitziges, bewaffnetes Doppeldecker-Jagdflugzeug, Albatros gab dem Flugzeug später die interne Werksbezeichnung L15), der ein leistungsfähiges Triebwerk mit einer starken Bewaffnung vereinen sollte. Sein Entwurf zeichnete sich durch einen Rumpf aus Holz in neuartiger Halbschalenbauweise aus, der besonders stabil und mit seiner schlanken Tropfenform und dem fast vollständig im Rumpf verkleideten Motorblock auch aerodynamisch günstig war – allerdings beeinträchtigt durch die an den Rumpfseiten angebrachten Windhoff-Kühler, die bei einem Treffer zum Motorausfall führen mussten und am 10. November 1916 für den Einsatz gesperrt wurden. Die Tragflächen waren in herkömmlicher Ausführung mit Leinen bespannt. Als Motoren standen der wassergekühlte 150 PS Benz Bz.III oder der 160 PS Mercedes D.III Sechszylinder-Reihenmotor zur Verfügung; die Wahl fiel auf den Mercedes D.III der nicht nur wesentlich stärker als die Umlaufmotoren der Nieuport (80 PS) und der D.H.2 (100 PS) war, sondern die Albatros D.I mit ihrem Startgewicht von fast 900 kg im Vergleich zur Nieuport (480 kg) und D.H.2 (654 kg) auch besonders schwer machte. Das brachte allerdings den im Luftkampf wichtigen Vorteil einer enormen Sturzfluggeschwindigkeit.
Die beiden synchronisierten Maschinengewehre verdoppelten die Feuerkraft der bisherigen Kampfeinsitzer. Das Flugzeug ließ sich dank des leistungsstarken Motors sowie der ausbalancierten Höhenruder trotz seines Gewichts hervorragend handhaben. Es war wesentlich schneller als die Vergleichsmuster der Entente und verfügte über eine ausgezeichnete Steigfähigkeit, war jedoch nicht so wendig wie die bisher eingesetzten Fokker-Eindecker oder die zur gleichen Zeit entwickelten  Halberstadt Jagdeinsitzer. Ein weiterer Nachteil war die durch den oberen Flügel bedingte eingeschränkte Sicht nach vorn oben. Diese Nachteile wurden jedoch durch die höhere Steigfähigkeit, Geschwindigkeit und Feuerkraft mehr als ausgeglichen.

## Einsatz

### Einsatz allgemein
Der enorme Druck auf die Inspektion der Fliegertruppen (IdFlieg), der kämpfenden Truppe angesichts der alliierten Luftherrschaft endlich ein frontreifes Jagdflugzeug zur Verfügung zu stellen zeigt sich im gedrängten Zeitablauf, der zwischen erster Erprobung und dem ersten Einsatz lag: Einer Bestellung über 12 Vorserienflugzeuge im Juni folgte bereits im Juli der Serienauftrag über 50 Maschinen. Im August verließen die 12 Vorserienflugzeuge die Produktionshalle, und im September 1916 gelangten die dringend benötigten Maschinen an die Front – zu dem Zeitpunkt, als erste Maßnahme zur umfangreichen Reorganisation der deutschen Luftstreitkräfte aus den Kampfeinsitzer-Kommandos die ersten sieben deutschen Jagdstaffeln (Jasta), jede mit einer Sollstärke von zwölf Kampfeinsitzern aufgestellt wurden – und wurden angesichts ihrer überlegenen Flugleistungen mit Begeisterung von den Piloten angenommen.
Leistungsvergleich der Albatros D.I mit ihren wichtigsten Gegnern
| Name         | Motorleistung | Höchstgeschwindigkeit | Startmasse | MG | Gipfelhöhe |
| ------------ | ------------- | --------------------- | ---------- | -- | ---------- |
| Airco D.H.2  | 100 PS        | 150 km/h              | 654 kg     | 1  | 4265 m     |
| Nieuport 11  | 80 PS         | 156 km/h              | 480 kg     | 1  | 4700 m     |
| Albatros D.I | 160 PS        | 175 km/h              | 898 kg     | 2  | 6000 m     |

Am 17. September 1916 griffen der Führer der Jasta 2, Oswald Boelcke und vier weitere Kampfflieger mit den soeben gelieferten Albatros D.I ihrer Staffel beim Probeflug eine Formation von sieben Royal Aircraft Factory F.E.2b an, von denen sie ohne eigene Verluste fünf zum Abschuss brachten. Innerhalb von nur 16 Tagen erzielte Hauptmann Boelcke mit seiner Albatros 11 Luftsiege.
Durch die hoch aufgesetzte obere Tragfläche und die dadurch verdeckte Sicht des Piloten nach vorn oben drohten jedoch gefährliche Situationen im Luftkampf und im Formationsflug. Der tödlichen Kollision mit dem Flugzeug eines Staffelkameraden fiel auch Oswald Boelcke am 26. Oktober 1916 zum Opfer; die Fliegertruppe verlor mit ihm ihren bis dahin erfolgreichsten Jagdflieger.
Wegen dieser Probleme modifizierte Albatros die Tragflächenkonstruktion bei der nächsten Produktionsserie und setzte die obere Tragfläche 40 cm tiefer an und lieferte die folgenden Maschinen unter der Nachfolgebezeichnung D.II aus.
Zum Zeitpunkt ihrer größten Verbreitung im November 1916 waren 50 Albatros D.I im Einsatz. Die zulaufenden Albatrosjäger ersetzten allmählich die Typenvielfalt an Pfalz-, Fokker- und Halberstadt-Jägern, die nun Zug um Zug an Ausbildungseinheiten abgegeben werden konnten. Durch den ständig hohen Bedarf an Jagdflugzeugen – bis Frühjahr 1917 stieg die Zahl der inzwischen auf 14 Flugzeuge aufgestockten Jagdstaffeln auf 37 an – blieben einzelne D.I noch lange im Einsatz, obwohl sie bereits Anfang 1917 als technisch veraltet galten. Nachdem im März 1917 Prinz Friedrich-Karl von Preußen bei einem Kampfeinsatz mit seiner Albatros D.I tödlich verwundet worden war, ging die Zahl der an der Front eingesetzten Maschinen stetig zurück.

### Flugzeuge im Fronteinsatz
| Monat          | Einsatzzahl |
| -------------- | ----------- |
| September 1916 | 6           |
| November 1916  | 50          |
| Januar 1917    | 39          |
| März 1917      | 28          |
| Mai 1917       | 20          |
| Juli 1917      | 17          |
| September 1917 | 12          |
| November 1917  | 9           |
| Januar 1918    | 8           |
| März 1918      | 5           |
| Mai 1918       | 6           |
| Juli 1918      | 1           |
| September 1918 | 3           |

## Technische Daten

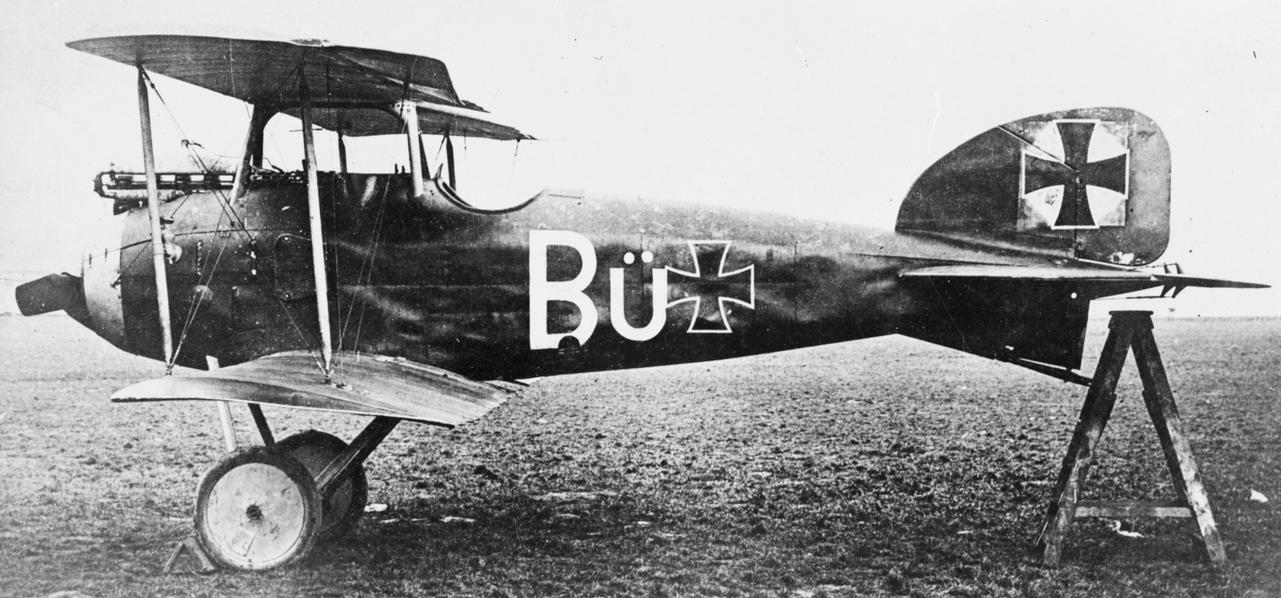
Albatros D.I der deutschen Luftstreitkräfte

| Kenngröße             | Daten                                                                                              |
| --------------------- | -------------------------------------------------------------------------------------------------- |
| Besatzung             | 1                                                                                                  |
| Länge                 | 7,33 m                                                                                             |
| Spannweite            | 8,50 m                                                                                             |
| Höhe                  | 2,95 m                                                                                             |
| Flügelfläche          | 22,90 m²                                                                                           |
| Leermasse             | 674 kg                                                                                             |
| Zuladung              | 224 kg                                                                                             |
| max. Startmasse       | 898 kg                                                                                             |
| Höchstgeschwindigkeit | 175 km/h auf NN                                                                                    |
| Dienstgipfelhöhe      | 6000 m                                                                                             |
| Steigleistung         | 3,3 m/s                                                                                            |
| Steigzeit auf 1000 m  | 4 min                                                                                              |
| Steigzeit auf 3000 m  | 15 min                                                                                             |
| Steigzeit auf 5000 m  | 40 min                                                                                             |
| Flugdauer             | 1:50 h                                                                                             |
| max. Reichweite       | 230 km                                                                                             |
| Triebwerk             | ein wassergekühlter 6-Zylinder-Reihenmotor (Mercedes D III mit 160 PS bzw. Benz Bz III mit 150 PS) |
| Bewaffnung            | 2 synchronisierte 7,92 mm LMG 08/15                                                                |